# Василенки (село)
Василе́нки — село в Україні, у Новогалещинській селищній громаді Кременчуцького району Полтавської області. Населення становить 88 осіб. 
Село підпадає у зону розробки Біланівського гірничо-збагачувального комбінату. Планується його ліквідація та відселення жителів.

## Географія
Село Василенки знаходиться на правому березі річки Рудька, вище за течією примикає село Ревівка, нижче за течією на відстані 2 км розташоване село Остапці.

## Історія
19 вересня 2016 року село увійшло до складу Новогалещинської ОТГ Козельщинського району.
12 червня 2020 року, відповідно до розпорядження Кабінету Міністрів України № 721-р «Про визначення адміністративних центрів та затвердження територій територіальних громад Полтавської області», село увійшло до складу  Новогалещинської селищної громади.
19 липня 2020 року, в результаті адміністративно - територіальної реформи та ліквідації Кременчуцького району(1939-2020), село увійшло до складу новоутвореного Кременчуцького району.